# ملخص رمضان (برنامج)
ملخص رمضان هو مسلسل ويب بريطاني من تأليف إبراهيم رحمن.

## المقدمة
يعرض المسلسل رحمن وهو يشارك تجاربه الخاصة في شهر رمضان. ويتناول مفهوم الصيام ويناقش مواضيع مختلفة منها الأسرة والتعليم والصدقة والطعام. ويعمل رحمن أيضًا على رفع مستوى الوعي بمشروع مسجد كامبريدج، وهي مبادرة مستمرة لبناء أول مسجد مخصص لهذا الغرض في المدينة وأول مسجد صديق للبيئة في أوروبا. رُفع المسلسل على قناة رحمن على اليوتيوب.

## الاستقبال
في أيار 2015، رُشح ملخص رمضان 4 لجوائز جوائز لايملايت السينمائية (بالإنجليزية: Limelight Film Awards) وهي أكبر مجموعة من الجوائز المستقلة للأفلام القصيرة في الصناعة. أُدرجَ في القائمة المختصرة إلى جانب ثلاثة إدخالات أخرى ضمن فئة السقوط الحر. كان رحمن في كامبريدج 105 [الإنجليزية] لإجراء مقابلة إذاعية مباشرة مع جوليان كلوفر على السائق 105 للحديث عن ترشيح جائزة ملخص رمضان 4. في حزيران 2015، حضر رحمن إلى قناة الإسلام [الإنجليزية] ليظهر كضيف على الهواء مباشرة في برنامج عش الحياة (بالإنجليزية: Living the Life) ، وهو برنامج حواري لمجلة أسلوب الحياة المعاصر. وتحدث عن المسلسل وانضم إليه زميله في فريق التمثيل رضا أمود. في اليوم السابق لحفل توزيع جوائز جوائز لايملايت السينمائية 2015، كان رحمن في كامبريدج 105 [الإنجليزية] لإجراء مقابلة إذاعية مباشرة مع فيل رو في برنامج إفطار الأحد (بالإنجليزية: Sunday Breakfast)، حيث تحدثا عن المسلسل وترشيح مسلسل ملخص رمضان 4 للجائزة.

## الجوائز والترشيحات
| سنة  | جائزة                     | فئة               | نتيجة |
| ---- | ------------------------- | ----------------- | ----- |
| 2015 | جوائز لايملايت السينمائية | جائزة السقوط الحر | ترشيح |

## طالع أيضًا
- قائمة الأفلام الإسلامية
- الفكاهة الإسلامية [الإنجليزية]